# Legea lui Morrie
Legea lui Morrie este un nume care ocazional este folosit pentru identități trigonometrice de genul:
{\displaystyle \cos(20^{\circ })\cdot \cos(40^{\circ })\cdot \cos(80^{\circ })={\frac {1}{8}}.}
Aceasta este un caz special pentru o identitate mult mai generală:
{\displaystyle 2^{n}\cdot \prod _{k=0}^{n-1}\cos(2^{k}\alpha )={\frac {\sin(2^{n}\alpha )}{\sin(\alpha )}}}
cu n = 3 și α = 20°.  Numele este datorat fizicianului Richard Feynman, care l-a folosit pentru această identitate. Feynman a folosit acest nume pentru că în copilărie a învățat formula de la un băiat pe care l-a chemat Morrie Jacobs, formulă pe care și-a reamintit-o toată viața.
O identitate similară pentru funcția sinus este:
{\displaystyle \sin(20^{\circ })\cdot \sin(40^{\circ })\cdot \sin(80^{\circ })={\frac {{\sqrt {3}}\ }{8}}.}
Mai mult, divizând a doua identitate cu prima, se obține următoarea identitate evidentă:
{\displaystyle \tan(20^{\circ })\cdot \tan(40^{\circ })\cdot \tan(80^{\circ })={\sqrt {3}}\ =\tan(60^{\circ }).}

## Demonstrație
Să scriem formula unghiului dublu pentru funcția sinus:
{\displaystyle \sin(2\alpha )=2\sin(\alpha )\cdot \cos(\alpha ).}
Rezolvată pentru {\displaystyle \cos(\alpha )}, obținem:
{\displaystyle \cos(\alpha )={\frac {\sin(2\alpha )}{2\sin(\alpha )}}.}
Urmează că:
{\displaystyle \cos(2\alpha )={\frac {\sin(4\alpha )}{2\sin(2\alpha )}}}
{\displaystyle \cos(4\alpha )={\frac {\sin(8\alpha )}{2\sin(4\alpha )}}}
{\displaystyle \vdots }
{\displaystyle \cos(2^{n-1}\alpha )={\frac {\sin(2^{n}\alpha )}{2\sin(2^{n-1}\alpha )}}.}
Înmulțind toate aceste expresii, obținem:
{\displaystyle \cos(\alpha )\cdot \cos(2\alpha )\cdot \cos(4\alpha )...\cos(2^{n-1}\alpha )={\frac {\sin(2\alpha )}{2\sin(\alpha )}}\cdot {\frac {\sin(4\alpha )}{2\sin(2\alpha )}}\cdot {\frac {\sin(8\alpha )}{2\sin(4\alpha )}}...{\frac {\sin(2^{n}\alpha )}{2\sin(2^{n-1}\alpha )}}.}
Numitorii și numărătorii intermediari se anulează reciproc rămânând numai primul numitor, 2 la puterea n și ultimul numărător, obținând:
{\displaystyle \prod _{k=0}^{n-1}\cos(2^{k}\alpha )={\frac {\sin(2^{n}\alpha )}{2^{n}\sin(\alpha )}}}
echivalentă cu legea lui Morrie generalizată.